# Ramrod
"Ramrod" je pjesma Brucea Springsteena s njegova petog albuma, The River iz 1980. Snimljena je u The Power Stationu u New Yorku u lipnju ili srpnju 1979. Pjesma je zapravo napisana za prethodni album Darkness on the Edge of Town, ali ta snimka nije iskorištena sve do objavljivanja albuma The River.
Iako "Ramrod" nikada nije objavljena kao singl, 1981. je zauzela 30. poziciju Billboardove Hot Mainstream Rock Tracks ljestvice. Ostala je popularan koncertni broj Springsteena i E Street Banda, a do 2008. je izvedena oko 410 puta. Pojavila se na CD i DVD verziji albuma Live in New York City.

## Vanjske poveznice
- Stihovi "Ramrod"  Arhivirana inačica izvorne stranice od 24. veljače 2008. (Wayback Machine) na službenoj stranici Brucea Springsteena